# Eksponencijalna jednadžba
Jednadžba kod koje se nepoznata veličina nalazi na mjestu eksponenta neke potencije zove se eksponencijalna jednadžba.

## Područje definicije
Eksponencijalna jednadžba je definirana za sve vrijednosti nepoznate veličine x iz domene realnih brojeva.

## Jednostavna eksponencijalna jednadžba
Jednostavnijom eksponencijalnom jednadžbom možemo smatrati eksponencijalnu jednadžbu koja sadržava jedan član s nepoznatom veličinom u eksponentu neke potencije:
{\displaystyle 3^{2(x+1)}=81.\,}
Uvažavajući pravila o računanju s potencijama, uređivanjem obje strane jednadžbe nalazimo, redom:
{\displaystyle {\begin{aligned}3^{2(x+1)}&=3^{4}\\2(x+1)&=4\\2x+2&=4\\x&=1\\\end{aligned}}}

## Složenije eksponencijalne jednadžbe
Složenije eksponencijalne jednadžbe sadrže veći broj članova gdje se nepoznata veličina nalazi u eksponentu neke potencije, gdje se jednadžba može pojaviti u brojnim oblicima i gdje svaka jednadžba u rješavanju može tražiti poseban postupak rješavanja.

### Primjer 1
Zadana je eksponencijalna jednadžba:
{\displaystyle 4^{(x^{2}-x+1)}=8^{x}.}
Rješavajući jednadžbu nalazimo, redom:
{\displaystyle {\begin{aligned}2^{2(x^{2}-x+1)}&=2^{3x}\\2(x^{2}-x+1)&=3x\\2x^{2}-2x+2&=3x\\2x^{2}-5x+2&=0\\\end{aligned}}}
Rješavajući nađenu kvadratnu jednadžbu nalazimo da je x1=2 i x2=1/2, gdje oba rješenja udovoljavaju uvjetima koje postavlja početna eksponencijalna jednadžba.

### Primjer 2
Zadana je eksponencijalna jednadžba oblika:
{\displaystyle {{\bigg (}{\frac {3}{7}}{\bigg )}}^{3x-7}-{{\bigg (}{\frac {7}{3}}{\bigg )}}^{7x-3}=0}
U sukladnosti s pravilima za računanje s potencijama nalazimo, redom:
{\displaystyle {\begin{aligned}{{\bigg (}{\frac {3}{7}}{\bigg )}}^{3x-7}&={{\bigg (}{\frac {7}{3}}{\bigg )}}^{7x-3}\\{{\bigg (}{\frac {3}{7}}{\bigg )}}^{3x-7}&={{\bigg (}{\frac {3}{7}}{\bigg )}}^{-7x+3}\\3x-7&=-7x+3\\10x&=10\\x&=1\end{aligned}}}

### Primjer 3
Zadana je eksponencijalna jednadžba oblika:
{\displaystyle 3\cdot 4^{x}+2\cdot 9^{x}=5\cdot 6^{x}}
Rješavajući jednadžbu nalazimo, redom:
{\displaystyle {\begin{aligned}3\cdot 2^{2x}+2\cdot 3^{2x}&=5\cdot 2^{x}3^{x}/:(2^{x}3^{x})\\3{\frac {2^{x}}{3^{x}}}+2{\frac {3^{x}}{2^{x}}}&=5\\3{{\bigg (}{\frac {2}{3}}{\bigg )}}^{x}+2{{\bigg (}{\frac {3}{2}}{\bigg )}}^{x}&=5/supstitucija:{{\bigg (}{\frac {2}{3}}{\bigg )}}^{x}=y\\3y+2{\frac {1}{y}}-5&=0/\cdot (y)\\3y^{2}-5y+2&=0\\\end{aligned}}}
Rješavajući nađenu kvadratnu jednadžbu po y nalazimo da je y1=1 i y2=4/6. Uzevši u obzir supstituciju gdje je (2/3)x = y, dolazimo i do konačnog rješenja početne eksponencijalne jednadžbe gdje je x1=0, a x2=1.

### Primjer 4
Zadana je eksponencijalna jednadžba oblika:
{\displaystyle 27^{(x^{2}-3x-3)}-{{\bigg (}{\frac {1}{27}}{\bigg )}}^{x}=0}
Rješavajući jednadžbu nalazimo, redom:
{\displaystyle {\begin{aligned}{3}^{3(x^{2}-3x-3)}&=3^{-3x}\\3(x^{2}-3x-3)&=-3x\\3x^{2}-9x-9&=-3x\\3x^{2}-6x-9&=0/:(3)\\x^{2}-2x-3&=0/\\\end{aligned}}}
gdje rješavajući nađenu kvadratnu jednadžbu nalazimo i rješenja zadane eksponencijalne jednadžbe x1=3 te x2=-1, gdje oba rješenja zadovoljavaju uvjetima početne eksponencijalne jednadžbe.